# Wamberg (Werdenfels)
Der Wamberg ist mit 1304 m ü. NHN die höchste Erhebung des Wamberg-Sattels, einer Bergkette im Werdenfelser Land.
Der Wamberg-Sattel erstreckt sich über circa 8 km von der Partnachklamm bei Garmisch-Partenkirchen im Westen bis zum Ortsteil Klais der Gemeinde Krün im Osten.
Im Norden wird der überwiegend bewaldete Bergrücken vom Tal des Kankerbachs und im Süden vom Tal des Ferchenbachs begrenzt.
Weitere Gipfel des Wamberg-Sattels sind der Eckbauer (1237 m), das Brauneck (1226 m), der Zotzenberg (1205 m) und das Hirzeneck (1186 m).

## Geologie
Der Wamberg-Sattel ist Teil einer Antiklinale (Wamberg-Antiklinale), die sich nach Westen über die Partnachklamm hinaus bis ins Zugspitzgebiet erstreckt.
Hier sind deutlich gebankte Kalksteine der Reifling-Formation (früher auch als Alpiner Muschelkalk bezeichnet) und Tonmergel sowie Kalksteinlagen der etwas jüngeren Partnach-Formation tektonisch aufgefaltet.
Dabei bauen die härteren Gesteine der Reifling-Formation den Grat des Wamberg-Sattels auf, während die weicheren Gesteine der Partnach-Formationen seine südliche und nördliche Flanke bilden.

## Alte Baumriesen

### Großer Ahorn bei Wamberg
⊙ Der vermeintlich stärkste Bergahorn Deutschlands, auch bekannt als „Wambergahorn“, steht am nördlichen Steilhang des Wambergs ca. 200 m unterhalb des Gipfels direkt an einem Waldweg. Der Standort ist östlich des Dorfes Wamberg und südlich von Kaltenbrunn. Am besten zu erreichen ist der Baumriese von der Elmauer Alm. Auch ein direkter, jedoch deutlich weiterer Zugang von Wamberg (Dorf) aus ist für geübte Wanderer möglich. 
Der als Naturdenkmal geschützte und in die Liste markanter und alter Baumexemplare in Deutschland eingetragene Baumveteran wird auf ein Alter von 450–600 Jahre geschätzt. Einzelexemplare des Bergahorns können über 500 Jahre alt werden. In manchen Publikationen wird der monumentale Baum als der dickste Ahorn des Landes, mit einem angeblichen Umfang von über 9 m beschrieben. Eine aktuelle Messung im Jahr 2013 ergab jedoch in 1,4 m Höhe und von der Hangseite gemessen einen Stammumfang von 7,95 m. Der Stammfuß ist allerdings wesentlich dicker. Die Höhe des Baumes beträgt ca. 26 m.

### Bergahorne am Wamberggipfel
⊙ Auf dem waldfreien Gipfelbereich des Wambergs, oberhalb des großen Ahorns am Wamberg, stehen einige weitere sehenswerte, dicke alte Ahornbäume, auch diese Baumveteranen im hohen Alter von geschätzt ca. 300 Jahren: einer hohl, der dickste mit 6,60 Meter Stammumfang (gemessen 2020), einer mit prächtiger Krone am Hang und einer mit schon stark reduzierter Krone durch ausgebrochene Äste. Alle zeigen starke, witterungs- und altersbedingte Verformungen.

## Tourismus
Bekannte Ausflugsziele des Wamberg-Sattels sind:
- der Berggasthof „Eckbauer“, zu dem von Garmisch-Partenkirchen aus
- die Eckbauerbahn, eine Gondel-Seilbahn, führt
- die Elmauer Alm
- das Dorf Wamberg, eines der höchstgelegenen Kirchdörfer Deutschlands

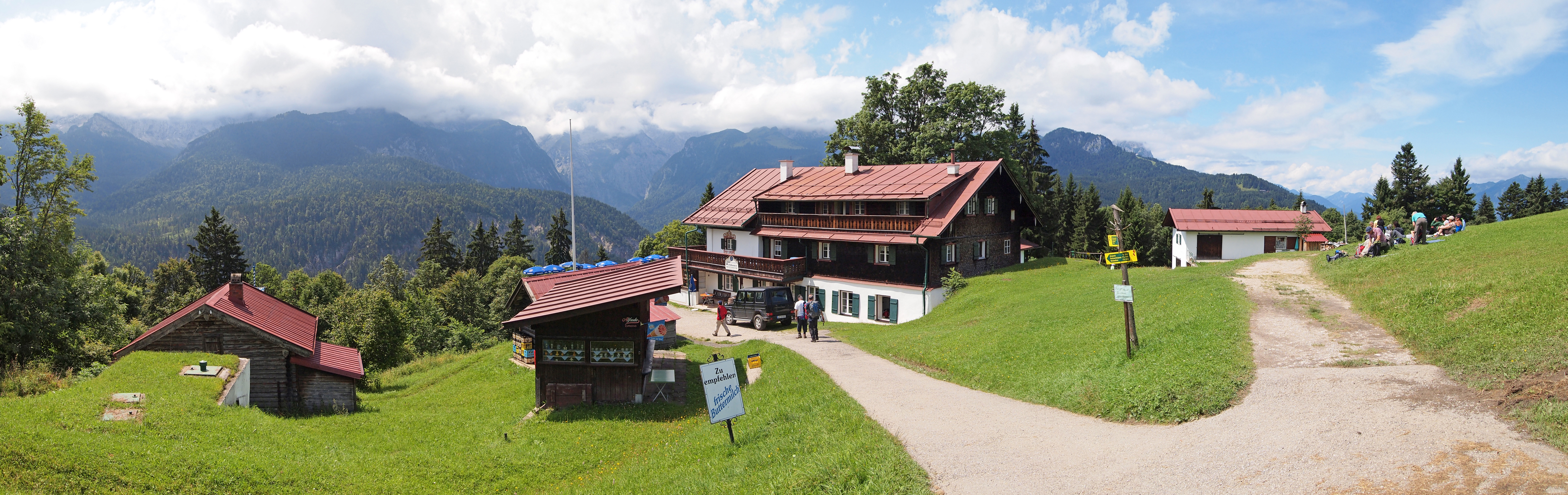
Eckbauer
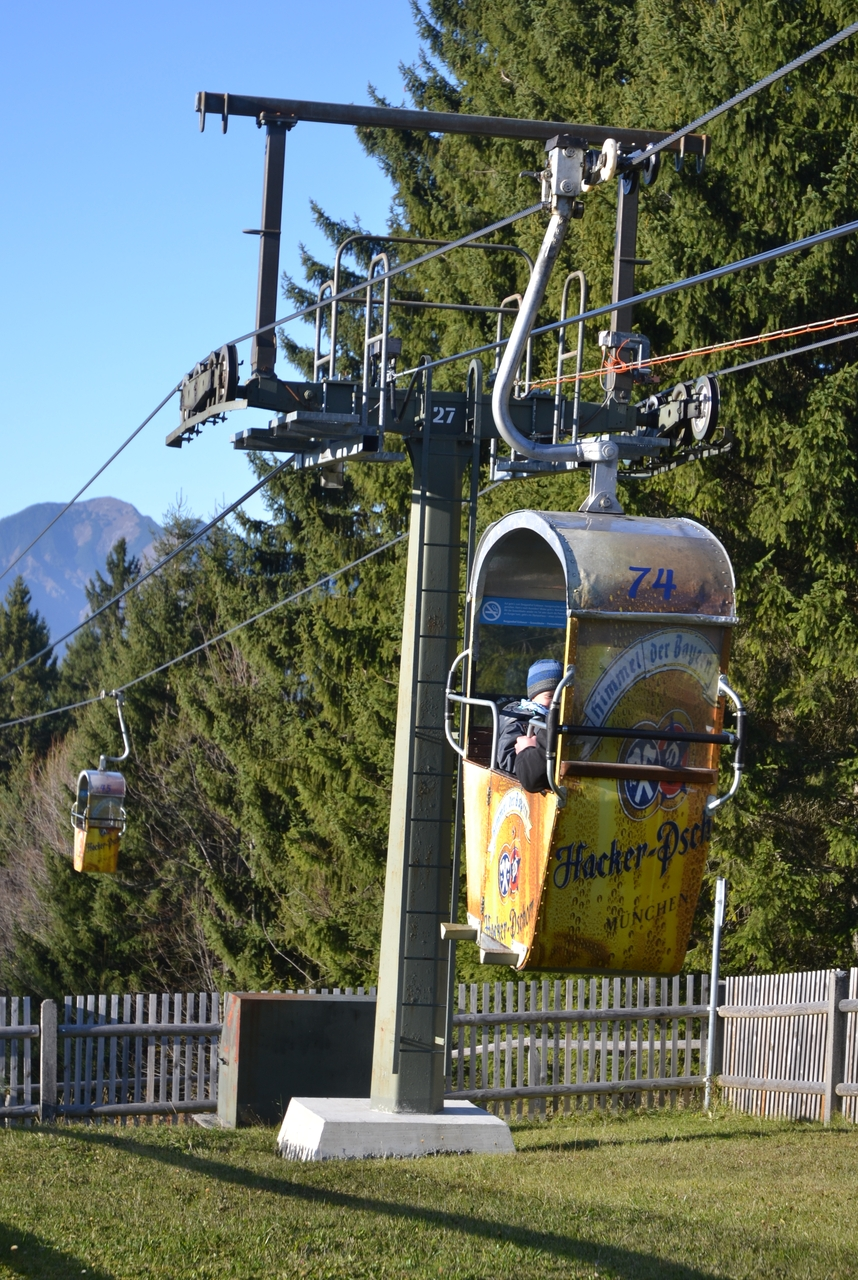
Seilbahn
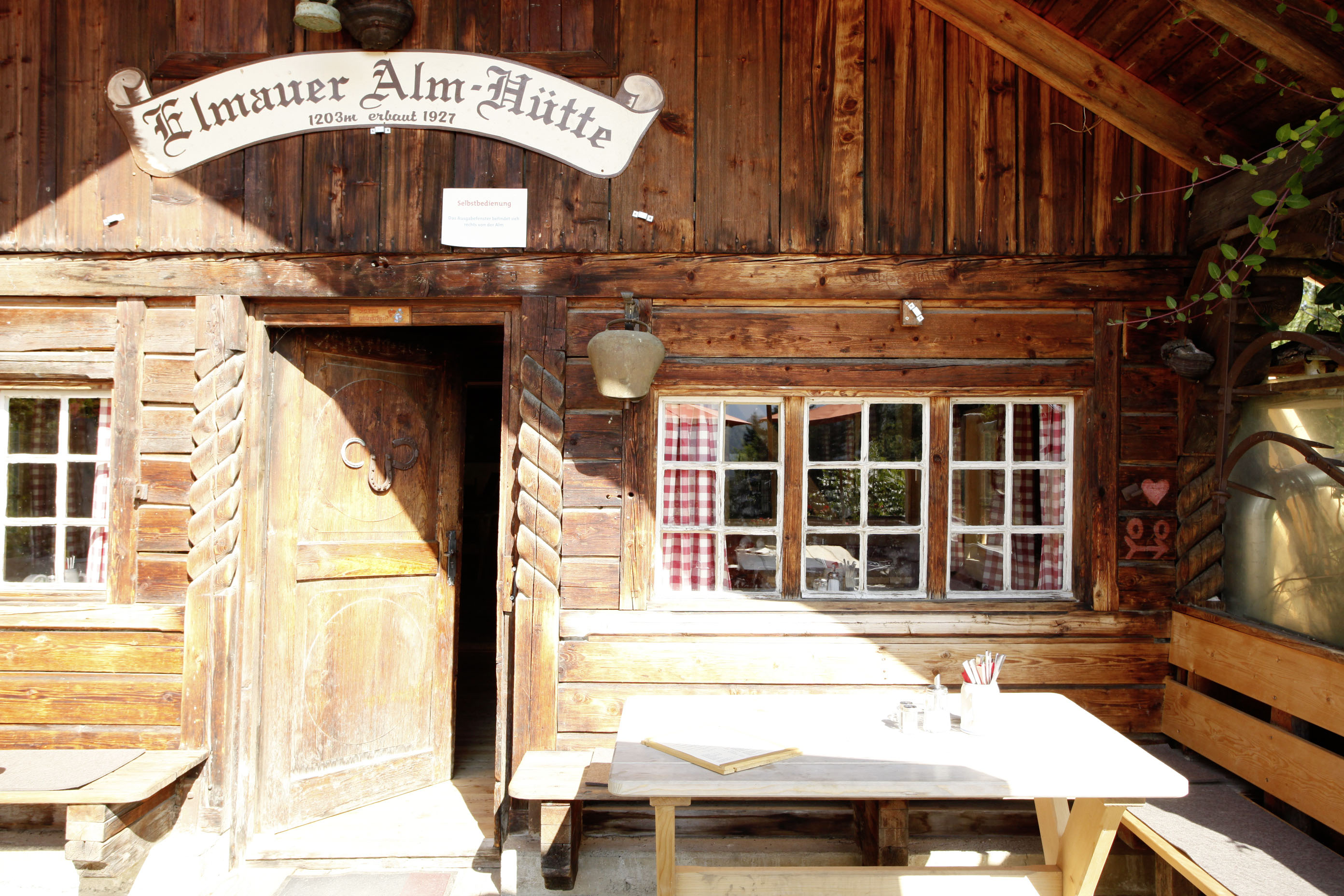
Elmauer Alm
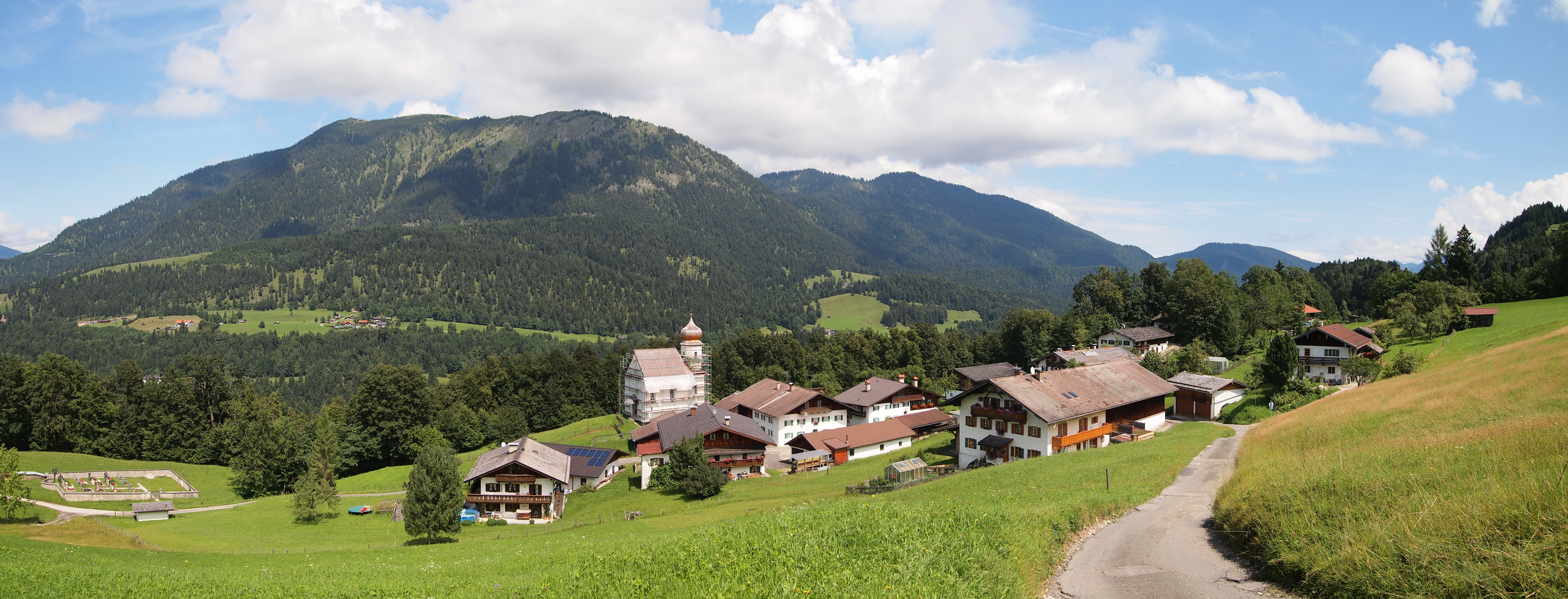
Dorf Wamberg